# Vespicula cypho
Vespicula cypho és una espècie de peix pertanyent a la família dels tetrarògids, de la qual només es coneix un sol espècimen capturat a la regió de Davao (Mindanao, Filipines).

## Etimologia
Vespicula és el diminitiu del mot llatí vespa (vespa).

## Descripció
El cos, comprimit i amb un patró de coloració clapejat o reticulat, fa 3,3 cm de llargària màxima. 13 espines a l'única aleta dorsal i 3 a l'anal. Aleta dorsal amb 3 espines dorsals anteriors formant gairebé una aleta separada a causa d'una profunda incisió a la membrana per darrere de la tercera espina. Línia lateral contínua. Aletes pectorals amb 12-12 radis tous.

## Hàbitat i distribució geogràfica
És un peix marí, demersal i de clima tropical, el qual viu al Pacífic occidental central: les illes Filipines (Mindanao).

## Observacions
És verinós per als humans, el seu índex de vulnerabilitat és baix (18 de 100) i no té cap mena d'importància comercial.